# Termas de Décio
Termas de Décio (em latim: Thermae Decianae) foram termas construídas no monte Aventino pelo imperador Décio em 249 ou 252. O edifício ficava onde hoje estão as igrejas de Santi Bonifacio e Alessio e Santa Prisca, na Vigna Torlonia, debaixo da Piazza del Tempio di Diana (por causa do Templo de Diana) e a Casale Maccarani Torlonia, que incorpora restos das termas. 

## História
Edifícios mais antigos no local também deixaram restos, visíveis no porão da Casale Torlonia e sob a Piazza del Tempio di Diana. Estes edifícios revelam algo similar ao opus quasi reticulatum, com traços de um esquema decorativo de estuque pintado imitando mármore no primeiro estilo pompeiano, a mais antiga evidência deste estilo em Roma, do último quarto do século II a.C.. Outro edifício no local havia sido suntuosamente decorado com mosaicos e murais de máscaras, flores e paisagens. Ele foi datado na época de Trajano e pode ter sido a "Privata Traiani", a residência de Trajano antes de ele se tornar imperador, que sabe-se que ficava na região, ou uma das residências do próprio Décio.

## Características
A principal fonte sobre a aparência das Termas de Décio é uma planta desenhada por Andrea Palladio atualmente na coleção do duque de Devonshire. O complexo tinha 70 x 35 metros, incluindo uma abside ligada a uma aula no canto sul. Estas termas foram construídas para servir aos ricos e sofisticados habitantes do Aventino, ao contrário das Termas de Caracala, muito maior, mas que era para uso da população da Regio XII. O edifício era decorado com várias obras de arte, incluindo uma estátua de um jovem Hércules em basalto verde e um Endimião dormindo, ambas preservadas hoje nos Museus Capitolinos. O complexo é mencionado em várias inscrições que não apenas confirmam sua localização, mas também fornecem detalhes sobre sua história, como a realização de duas reformas, uma por Constâncio I ou Constâncio II e uma segunda, em 414, na época de Honório realizada pelo prefeito urbano de Roma Cecina Décio Aginácio Albino depois dos danos provocados pelo saque de Roma em 410 por Alarico I.